# 미하일 보트빈니크

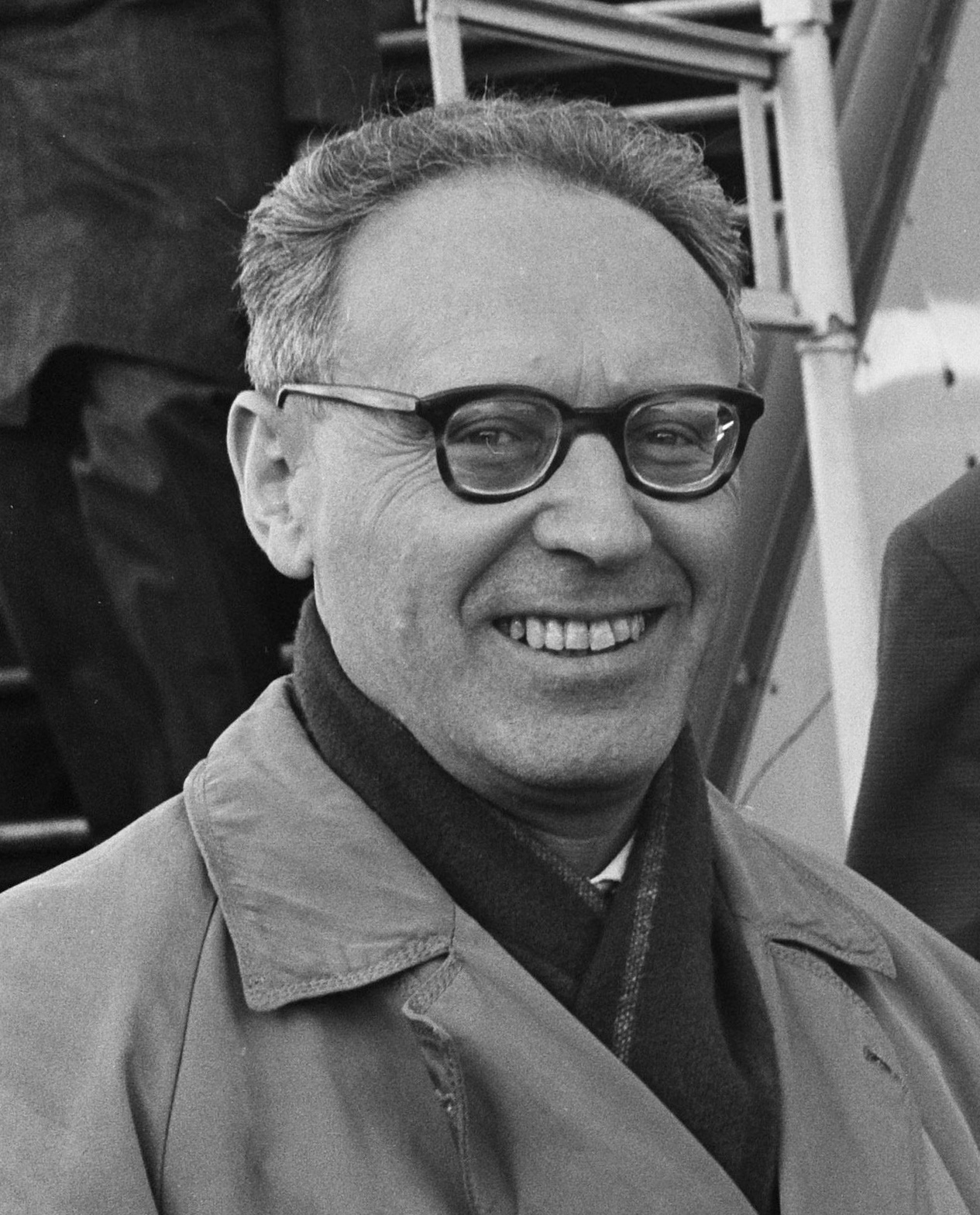
1962년의 미하일 보트빈니크.

미하일 모이세예비치 보트빈니크(러시아어: Михаи́л Моисе́евич Ботви́нник, 1911년 8월 17일 ~ 1995년 5월 5일)은 3차례 월드 체스 챔피언을 달성한 소련 및 러시아의 국제 그랜드마스터로, 역사상 가장 위대한 체스 선수들 가운데 한 명으로 간주된다.
소련 내에서 발전한 첫 월드 클래스 선수였으며 정치적 압력에 놓이기도 했지만 소련 체스계에서 상당한 영향력을 가져다 주었다. 그의 유명한 제자로는 월드 챔피언 아나톨리 카르포프, 가리 카스파로프, 블라디미르 크람니크를 들 수 있다.

## 유명한 체스 게임
- Botvinnik vs Chekhover, Moscow 1935, Réti Opening, 1–0
- Botvinnik vs Capablanca, AVRO 1938, Nimzoindian Defense, 1–0[1]
- Keres vs Botvinnik, USSR Absolute Championship 1941, Nimzoindian Defense, 0–1[1]
- Tolush vs Botvinnik, USSR Championship 1944, 0–1[1]
- Denker vs Botvinnik, USA vs USSR radio match 1945, 0–1
- Botvinnik vs Keres, Alekhine Memorial Tournament Moscow 1966, 1–0
- Botvinnik vs Portisch, Monaco 1968, 1–0